# پرستو گلستانی
پرستو گلستانی (زادهٔ ١١ خرداد ۱۳۴۷ تهران) بازیگر سینما و تلویزیون ایران است. او دختر خواهرزاده شاعر معاصر مهدی اخوان ثالث است.

## زندگی هنری
وی لیسانس بازیگری و کارگردانی را از دانشگاه آزاد اسلامی گرفت و دوره دو سال و نیم بازیگری را در مدرسه هنر و ادبیات صدا و سیما گذراند. بازی در تئاتر را از سال ۱۳۶۵ در کانون پرورش فکری کودکان و نوجوانان تجربه کرد و بازی در سینما را از سال ۱۳۶۹ با فیلم مجنون کاری از رسول ملاقلی‌پور شروع به کار کرد.

## سابقه هنری

### سینما
| نام فیلم     | سال  | کارگردان         |
| ------------ | ---- | ---------------- |
| مجنون        | ۱۳۶۹ | رسول ملاقلی‌پور   |
| مار          | ۱۳۷۰ | مجید جوانمرد     |
| قافله        | ۱۳۷۱ | مجید جوانمرد     |
| رابطه پنهانی | ۱۳۷۱ | جهانگیر جهانگیری |
| همسر         | ۱۳۷۲ | مهدی فخیم‌زاده    |
| سرعت         | ۱۳۷۵ | محمدحسین لطیفی   |
| عروس فراری   | ۱۳۸۳ | بهرام کاظمی      |
| معبد جان     | ۱۳۸۷ | محمد درمنش       |

## تلویزیون
| سال       | مجموعه تلویزیونی       | کارگردان                 | توضیحات                               |
| ۱۳۶۶      | درخت دوستی             | سعید خاکسار              | شبکه ۲                                |
| ۱۳۶۸      | عقیق                   | حمید تمجیدی              | شبکه ۲                                |
| ۱۳۶۹      | عطر گل یاس             | بهمن زرین‌پور             | شبکه ۱                                |
| ۱۳۷۲      | پدرسالار               | اکبر خواجویی             | شبکه ۲                                |
| ۱۳۷۳      | بهاران در بهار         | غلامرضا رمضانی           | شبکه ۲/پخش در رمضان                   |
| ۱۳۷۳      | همسران                 | بیژن بیرنگمسعود رسام     | شبکه ۲/بازیگر مهمان                   |
| ۱۳۷۴      | وکلای جوان             | بهرام کاظمی              | شبکه ۲ /بازیگر مهمان                  |
| ۱۳۷۴      | ماه مهربان             | بهروز بقایی              | شبکه تهران /اولین سریال شبکه تهران    |
| ۱۳۷۴      | خانواده بامدادی        | عاطفه حیدرزاده           | شبکه ۲                                |
| ۱۳۷۵      | نوعی دیگر              | بهروز بقایی              | شبکه تهران                            |
| ۱۳۷۵      | خانواده رضایت          | حمید امجدمازیار میری     | شبکه تهران                            |
| ۱۳۷۶      | دنیای شیرین            | بهروز بقایی              | شبکه ۱/بازیگر مهمان                   |
| ۱۳۷۶      | هفت سنگ                | عبدالرضا نواب صفوی       | شبکه ۲                                |
| ۱۳۷۷      | روزی عقابی             | سید محمدرضا مفیدی        | شبکه ۳                                |
| ۱۳۷۸      | دانی و من(سری دوم)     | علی عبدالعلی زاده        | شبکه تهران/گروه کودک و نوجوان         |
| ۱۳۷۸      | میگی نه نگاه کن        | کاظم بلوچی               | شبکه ۱/گروه کودک و نوجوان             |
| ۱۳۷۸–۱۳۸۳ | ماجراهای تقی جان       | حسن پورشیرازیمرضیه محبوب | شبکه ۲/گروه کودک و نوجوان در چهار سری |
| ۱۳۷۹      | داستان‌های نوروز        | مرضیه برومند             | شبکه ۱                                |
| ۱۳۷۹      | مثل زندگی              | بهروز بقایی              | شبکه ۱/گروه کودک و نوجوان             |
| ۱۳۸۰      | تازه چه خبر همسایه     | امیر سماواتیبهروز بقایی  | شبکه ۲/بازیگر مهمان                   |
| ۱۳۸۱      | توپ گرد                | بهروز بقایی              | شبکه ۱/گروه کودک و نوجوان             |
| ۱۳۸۱      | حیات خلوت              | اسدالله ایمن             |                                       |
| ۱۳۸۲      | مهمان‌پذیر طوبی         | منوچهر پوراحمد           | شبکه ۱/پخش در نوروز ۱۳۸۳              |
| ۱۳۸۳      | فرار بزرگ              | محمدحسین لطیفی           | شبکه ۳                                |
| ۱۳۸۳      | فیلبانان               | کاظم راست‌گفتار           | شبکه ۲/پخش در نوروز ۱۳۸۴              |
| ۱۳۸۳      | غریبانه                | قاسم جعفری               | شبکه تهران/پخش در محرم                |
| ۱۳۸۴      | اکسیژن                 | مهدی مظلومی              | شبکه تهران                            |
| ۱۳۸۴      | ماجراهای شهرک ترافیک   | مریم مصفا                | شبکه ۲/گروه کودک و نوجوان             |
| ۱۳۸۶      | مرد هزار چهره          | مهران مدیری              | شبکه ۳/پخش در نوروز ۱۳۸۷              |
| ۱۳۸۷      | سایه تنهایی            | بیژن شکرریز              | شبکه ۱                                |
| ۱۳۸۸      | به کجا چنین شتابان     | ابوالقاسم طالبی          | شبکه تهران                            |
| ۱۳۸۹      | عمارت پدری             | اکبر منصور فلاح          | شبکه قرآن                             |
| ۱۳۹۰      | بگو که هستم            | اکبر منصور فلاح          | شبکه شما/پخش در رمضان                 |
| ۱۳۹۱      | مسیر انحرافی           | بهرنگ توفیقی             | شبکه ۳                                |
| ۱۳۹۳      | دردسرهای عظیم(فصل اول) | برزو نیک‌نژاد             | شبکه ۳                                |
| ۱۳۹۴      | دردسرهای عظیم(فصل دوم) | برزو نیک‌نژاد             | شبکه ۳/پخش در رمضان                   |
| ۱۳۹۴      | قرعه                   | برزو نیک‌نژاد             | شبکه ۳/پخش در نوروز ۱۳۹۵              |

 ( (

## تئاتر
- «آگنیتاژ» نویسنده رسول حق جو کارگردان مجتبی رستمی فر اجرای عمومی اهواز (۱۳۹۵)
- «ساکنین طبقهٔ ۱۵ کمپ آگنیتاژ» نویسنده رسول حق جو و کارگردان ابوذر مزار جلالی اجرای عمومی رشت (۱۳۹۵)
- خانه ی خورشید کارگردان شهرام کریمی
- گل‌های شمع دانی نویسنده و کارگردان: محمد یعقوبی سال (۱۳۸۲)
- قرمز و دیگران نویسنده و کارگردان محمد یعقوبی تئاتر شهر (۱۳۸۹)
- بیست نمایش کوتاه درباره ی سلفی نویسنده و کارگردان محمد رحمانیانجشن واره فیلم فجر (۱۳۹۵)
- پینو کیا کارگردان شهره سلطانی (سال:۱۳۹۴)
- در تاریک روشنای صحنه نویسنده آنتوان چخوف و آرتور آداموف کارگردان:رویا افشار تئاتر شهر (۱۳۸۹)
- پدر خانده ناپلی نویسنده ادوارد فیلیپو کارگردان بابک محمدی تماشاخانه ایران شهر ۱۳۹۱
- ۳خواهر نویسنده آنتوان چخوف کارگردان: اکبر زنجانپور
- باغ آلبالو نویسنده آنتوان چخوف کارگردان: اکبر زنجانپور (سال: ۱۳۹۵)
- دشمن مردم نویسنده هنری کیپسن کارگردان: اکبر زنجانپور